# ウーゴ・アンベール
- ユーゴ・アンベール

ウーゴ・アンベール（Ugo Humbert, フランス語発音: [yɡo œ̃bɛʁ]、 1998年6月26日 - ）は、フランス・メス出身の男子プロテニス選手。ATPランキング自己最高位はシングルス13位、ダブルス351位。これまでにATPツアーではシングルスで7勝を挙げている。身長188cm、体重73kg。左利き、バックハンド・ストロークは両手打ち。

## 選手経歴

### ジュニア時代
フランスのメスで有名な肉屋の仕出し屋を営んでいる両親の元で生まれる。12歳のときにフランステニス委員会が運営しているポワティエまで電車で移動して指導を受けていたが、最終的に現地に移り住み、指導を受ける。しかし、長期的な怪我に見舞われ、1年半もテニスができなくなる。

### 2016年 プロ転向
2015年にジュニアのダブルスで準優勝するなど戦績を上げて、2016年の1月にジュニア世界ランキングで自己最高の18位を記録。同年にプロ転向。

### 2017年 フューチャーズ初優勝
ワイルドカードをもらい、フランスのバニェール＝ド＝ビゴールで開催されたITF男子サーキットでフューチャーズ初優勝を果たす。同年11月にはパリ・マスターズの予選1回戦で当時世界ランキング73位のトーマス・ファビアーノを破り、トップ100選手に初勝利を上げる活躍を見せた。

### 2018年 トップ100入り
全米オープンで予選を通過し、グランドスラム初出場を果たす。さらに1回戦を勝利し、グランドスラム初勝利を挙げた。

### 2019年 グランドスラム4回戦進出

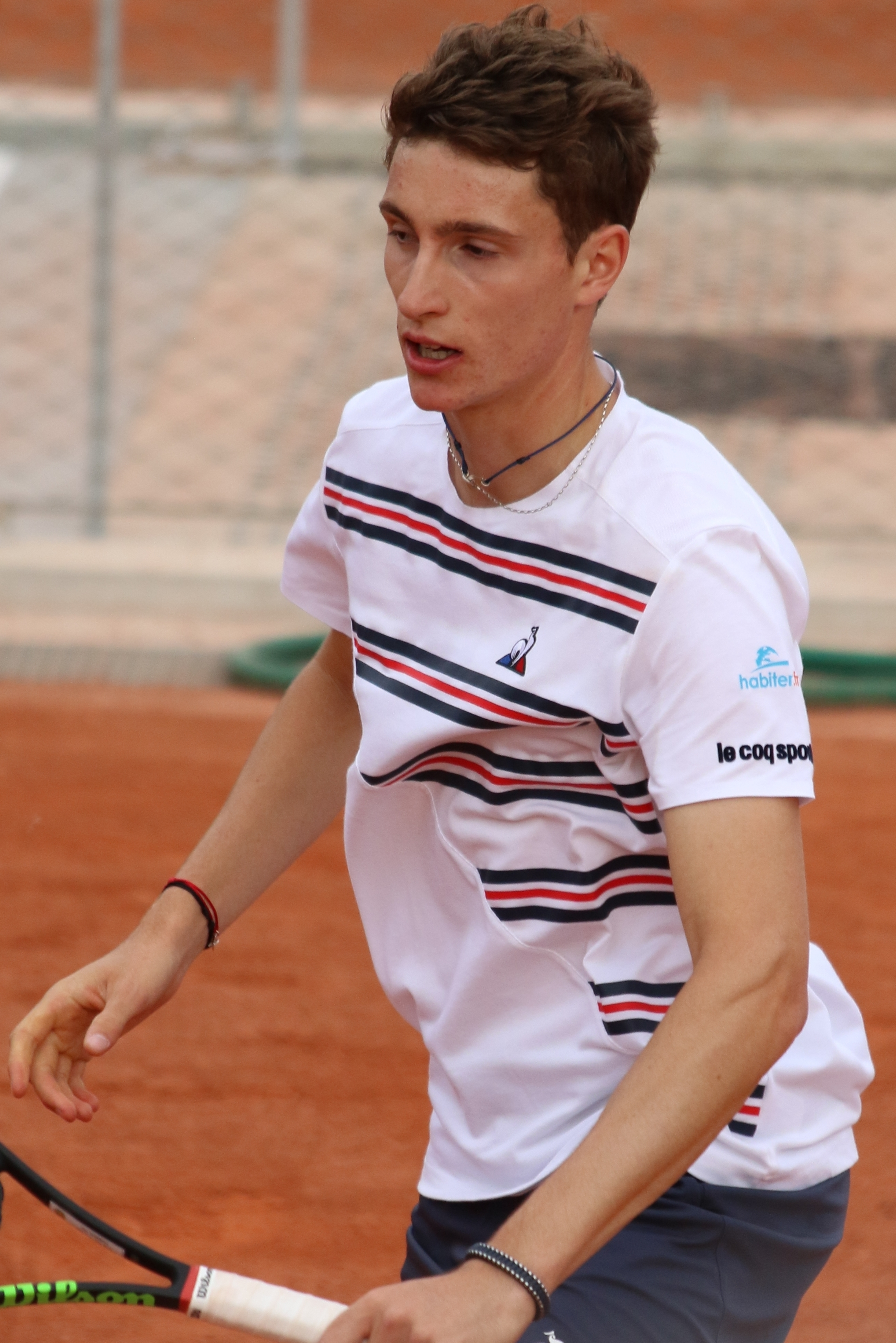
2019年全仏オープンでのウゴ・アンベール

2019年ウィンブルドン選手権では1回戦では同じフランスの第16シードのガエル・モンフィスが第5セットで途中棄権で勝利、3回戦で第19シードのフェリックス・オジェ＝アリアシムを6-4, 7-5, 6-3で破り、4回戦進出を果たす。4回戦では世界ランク1位のノバク・ジョコビッチに敗れた。シーズン末には年間の若手上位8人が出場できるネクストジェネレーション・ATPファイナルに出場したが、1勝2敗でグループステージ敗退。

### 2020年 ツアー初優勝 トップ30入り
ASBクラシックで自身初のATPツアー決勝進出。決勝で同胞の先輩ブノワ・ペールを7–6(2), 3–6, 7–6(5)で破り、ツアー初優勝を挙げた。全豪オープンではジョン・ミルマンに初戦敗退。デルレイビーチ・オープンではベスト4入りするも、準決勝で西岡良仁に敗退。ウエスタン・アンド・サザン・オープンではグリゴール・ディミトロフに初戦敗退。全米オープンでは1回戦で杉田祐一を破るも、2回戦で第6シードのマッテオ・ベレッティーニに敗れた。BNLイタリア国際ではケビン・アンダーソン、ファビオ・フォニーニらを下し、3回戦進出。3回戦ではデニス・シャポバロフに敗退。全仏オープンでは初戦敗退するも、10月のヨーロピアン・オープンでは決勝でアレックス・デミノーを破り、ツアー2勝目を挙げた。パリ・マスターズでは準々決勝でミロシュ・ラオニッチに敗れたが、ベスト8入りしたことで世界ランキングトップ30入りを果たした。年間最終ランキングは30位。

### 2021年 東京五輪ベスト8 ツアー3勝目
全豪オープンにて第29シードとして出場。1回戦で内山靖崇を破るも、2回戦でニック・キリオスにフルセットの熱戦の末に敗れた。オープン13では準決勝でピエール＝ユーグ・エルベールに敗れた。マイアミ・オープンでは2回戦でミロシュ・ラオニッチに敗退。
モンテカルロ・マスターズではジョン・ミルマンに、マドリード・オープンではアスラン・カラツェフに、BNLイタリア国際ではヤニック・シナーに、リヨン・オープンでは西岡良仁に、全仏オープンでは第29シードとして出場したが、リカルダス・ベランキスに、すべて初戦敗退。
ハレ・オープンでは2回戦でアレクサンダー・ズベレフ、準々決勝でセバスチャン・コルダ、準決勝でフェリックス・オジェ＝アリアシム、決勝で第4シードのアンドレイ・ルブレフを破って、初のATPツアー・500シリーズを獲得し、ツアー3勝目を挙げた。その結果、2021年6月21日にキャリア最高のATPランキング25位を記録。ウィンブルドン選手権では第21シードとして出場したが、1回戦でキリオスに4-6, 6-4, 6-3, 1-6, 7-9のフルセットで惜敗。
東京オリンピックではフランス代表として出場。3回戦で第3シードのステファノス・チチパスを破って、オリンピックでベスト8入り。準々決勝では第12シードのカレン・ハチャノフに敗れた。
ナショナル・バンク・オープンでは2回戦でチチパスに敗退。ウエスタン・アンド・サザン・オープンでは1回戦でフランシス・ティアフォーに敗れた。全米オープンでは第23シードとして出場するも、1回戦でペーター・ゴヨフチクに1-6, 6-1, 6-2, 5-7, 4-6のフルセットで敗れた。年間最終ランキングは35位。

### 2022年 ATP杯初出場

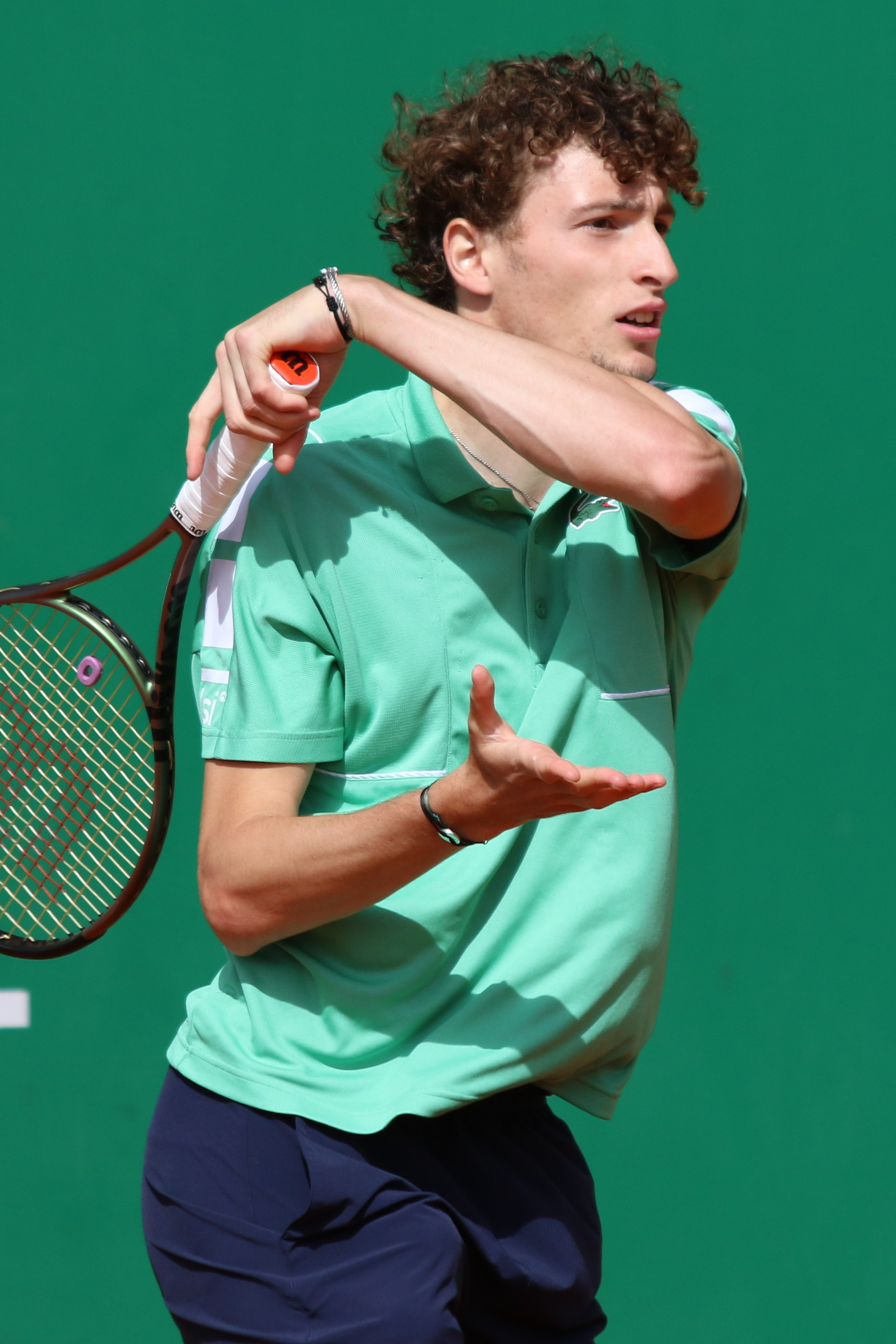
2022年モンテカルロ・マスターズでのウゴ・アンベール

ATPカップにフランス代表として、初出場。グループステージでロシア、イタリア、オーストラリアと対決して、結果はラウンドロビン敗退。
全豪オープンでは第29シードで出場するも、同胞の先輩リシャール・ガスケに6-3, 6-7(4), 6-7(3), 3-6で初戦敗退。ウィンブルドンでは1回戦でトマス・マルティン・エチェベリを6-3 3-6 4-6 6-3 6-4、2回戦でキャスパー・ルードを3-6 6-2 7-5 6-4で下し、3回戦進出。3回戦ではダビド・ゴファンに6-4 5-7 2-6 5-7で敗れた。

### 2023年 ツアー4勝目 トップ20入り
10月、上海マスターズでは3回戦で第4シードのステファノス・チチパスを6-4, 3-6, 7-5で破り、そのまま大会初のベスト8入り。準々決勝では第5シードのアンドレイ・ルブレフに2-6, 3-6のストレートで敗れた。
11月、地元メスでのモゼール・オープンで、決勝でアレクサンダー・シェフチェンコを6-3, 6-3のストレートで破り、ツアー4勝目を挙げた。これにより、初のランキングのトップ20入りを果たした。

### 2024年 マスターズ準優勝 ツアー6勝目
1月、全豪オープンでは第21シードとして出場し、1回戦でダビド・ゴファンを6-2, 7-5, 5-7, 6-3、2回戦でジャン・ジジェンを6-2, 7-5, 6-1, 7-6(3)で破るも、3回戦では第9シードのホベルト・ホルカシュに6-3, 1-6, 6-7(4), 3-6の逆転で屈した。
2月、オープン13の準決勝でホルカシュを6-4, 6-4のストレートで破り、リベンジをして決勝進出。さらに決勝でグリゴール・ディミトロフを6-4, 6-3のストレートで下して、ツアー5勝目を挙げた。
3月、ドバイ・テニス選手権では準決勝でダニール・メドベージェフを7-5, 6-3のストレートで破り、今季2度目の決勝進出。決勝ではアレクサンダー・ブブリクを6-4, 6-3のストレートで破り、ツアー6勝目を挙げた。BNPパリバ・オープンでは3年連続3回戦進出。3回戦ではトミー・ポール (テニス選手) に4-6, 4-6のストレートで敗れた。マイアミ・オープンでは自身2度目の3回戦進出するも、ドミニク・コプファーに6-3, 4-6, 3-6の逆転で敗れ、3回戦敗退。
4月、モンテカルロ・マスターズでは初のベスト8進出。準々決勝ではキャスパー・ルードに3-6, 6-4, 1-6で敗れた。マドリード・オープンではヤン＝レナード・ストルフに5-7, 4-6のストレートで敗れ、3回戦敗退となった。
5月、全仏オープンでは第17シードてして出場するも、ロレンツォ・ソネゴに4-6, 6-2, 4-6, 3-6で初戦敗退。
6月、リベマ・オープンではベスト4進出。準決勝ではアレックス・デミノーに6-7(4), 3-6のストレートで敗れた。
7月、ウィンブルドン選手権では第16シードとして出場。自身2度目の4回戦進出を果たした。4回戦では第3シードのカルロス・アルカラスに3-6, 4-6, 6-1, 5-7で敗れた。スイス・オープン・グシュタードではシングルスではグスタボ・ハイデに初戦敗退するも、ダブルスでは準優勝を果たした。
8月、ウエスタン・アンド・サザン・オープンではジョーダン・トンプソンに6-3, 3-6, 6-7(4)の逆転で敗れ、初戦敗退となった。全米オープンでは第17シードとして出場。1回戦ではチアゴ・モンテイロを6-3, 6-4, 6-4のストレートで破り、初戦突破するも、フランシスコ・コメサーニャに7-5, 4-6, 4-6, 4-6の逆転で敗れ、初の3回戦進出とはならなかった。
10月、木下グループジャパンオープンテニスでは決勝進出。決勝では同胞のアルトゥール・フィスに7-5, 6-7(3), 3-6の逆転で敗れ、ATPツアー・500シリーズ3度目の準優勝を飾った。上海マスターズでは3回戦で同胞のガエル・モンフィスに6-7(7), 6-2, 1-6で敗れた。
11月、パリ・マスターズでは地元フランス勢の応援に背中を押され、3回戦でアルカラスを1-6, 6-3, 5-7のフルセットで破る金星を挙げて、ベスト8進出。準々決勝ではトンプソンを6-2, 7-6(4)のストレートで破り、ATPマスターズ1000初のベスト4進出。準決勝で世界ランキング21位のカレン・ハチャノフを6-7 (6), 6-4, 6-3の逆転で下し、フランス人選手として同大会で13年ぶりに決勝進出を果たした。決勝ではアレクサンダー・ズベレフに2-6, 2-6のストレートで敗れた。年間最終ランキングは14位。

### 2025年 ツアー7勝目
オープン13では決勝でハマド・メジェドビッチをを7-6 (4), 6-4のストレートで破り、2連覇を達成して、ツアー7勝目を挙げた。大会後には「大会の初めはストレスがあった。タイトルを守るプレッシャーがあったからね。今はとても誇りに思う。フランスでの優勝は僕にとってとても意味があること。マルセイユに戻ってこれてうれしいし、ここでプレーするのが大好きなんだ。ファンはここでの4試合すべてで勝つためのエネルギーをもたらしてくれたよ」とコメントした。

## ATPツアー決勝進出結果

### シングルス: 9回 (7勝2敗)
| 大会グレード                    |
| グランドスラム (0–0)            |
| ATPファイナルズ (0–0)           |
| ATPツアー・マスターズ1000 (0–1) |
| ATPツアー500 (2–1)              |
| ATPツアー250 (5–0)              |

| サーフェス別タイトル |
| ハード (6–2)         |
| クレー (0–0)         |
| 芝 (1–0)             |

| 結果   | No. | 決勝日         | 大会         | サーフェス    | 対戦相手                       | スコア                  |
| ------ | --- | -------------- | ------------ | ------------- | ------------------------------ | ----------------------- |
| 優勝   | 1.  | 2020年1月18日  | オークランド | ハード        | ブノワ・ペール                 | 7-6(7-2), 3-6, 7-6(7-5) |
| 優勝   | 2.  | 2020年10月25日 | アントワープ | ハード (室内) | アレックス・デミノー           | 6-1, 7-6(7-4)           |
| 優勝   | 3.  | 2021年6月20日  | ハレ         | 芝            | アンドレイ・ルブレフ           | 6-3, 7-6(7-4)           |
| 優勝   | 4.  | 2023年11月12日 | メス         | ハード (室内) | オレクサンドル・シェフチェンコ | 6-3, 6-3                |
| 優勝   | 5.  | 2024年2月11日  | マルセイユ   | ハード (室内) | グリゴール・ディミトロフ       | 6-4, 6-3                |
| 優勝   | 6.  | 2024年3月2日   | ドバイ       | ハード        | アレクサンダー・ブブリク       | 6-4, 6-3                |
| 準優勝 | 1.  | 2024年10月1日  | 東京         | ハード        | アルトゥール・フィス           | 7-5, 6-7(6-8), 3-6      |
| 準優勝 | 2.  | 2024年11月3日  | パリ         | ハード (室内) | アレクサンダー・ズベレフ       | 2-6, 2-6                |
| 優勝   | 7.  | 2025年2月16日  | マルセイユ   | ハード (室内) | ハマド・メジェドビッチ         | 7-6(7-4), 6-4           |

## 成績
略語の説明
| W | F | SF | QF | #R | RR | Q# | LQ | A | Z# | PO | G | S | B | NMS | P | NH |

W=優勝, F=準優勝, SF=ベスト4, QF=ベスト8, #R=#回戦敗退, RR=ラウンドロビン敗退, Q#=予選#回戦敗退, LQ=予選敗退, A=大会不参加, Z#=デビスカップ/BJKカップ地域ゾーン, PO=デビスカップ/BJKカッププレーオフ, G=オリンピック金メダル, S=オリンピック銀メダル, B=オリンピック銅メダル, NMS=マスターズシリーズから降格, P=開催延期, NH=開催なし.
| 大会           | 2018 | 2019 | 2020 | 2021 | 2022 | 2023 | 2024 | 2025 | 通算成績 |
| -------------- | ---- | ---- | ---- | ---- | ---- | ---- | ---- | ---- | -------- |
| 全豪オープン   | A    | 1R   | 1R   | 2R   | 1R   | 3R   | 3R   | 4R   | 8–7      |
| 全仏オープン   | A    | 1R   | 1R   | 1R   | 1R   | 2R   | 1R   | 2R   | 2–7      |
| ウィンブルドン | LQ   | 4R   | NH   | 1R   | 3R   | 1R   | 4R   | 1R   | 8–6      |
| 全米オープン   | 2R   | 1R   | 2R   | 1R   | 1R   | 1R   | 2R   |      | 3–7      |

### 大会最高成績
| 大会                     | 成績 | 年               |
| ------------------------ | ---- | ---------------- |
| ATPファイナルズ          | A    | 出場なし         |
| インディアンウェルズ     | 3R   | 2023–2025        |
| マイアミ                 | 3R   | 2021, 2024       |
| モンテカルロ             | QF   | 2024             |
| マドリード               | 2R   | 2024, 2025       |
| ローマ                   | 3R   | 2020             |
| カナダ                   | 2R   | 2021, 2023, 2024 |
| シンシナティ             | 2R   | 2023             |
| 上海                     | QF   | 2023             |
| パリ                     | F    | 2024             |
| オリンピック             | QF   | 2021             |
| デビスカップ             | RR   | 2023, 2024       |
| ATPカップ                | RR   | 2022             |
| Next Gen ATPファイナルズ | RR   | 2019             |